# کابوی‌ها و بوسه‌ها
«کابوی‌ها و بوسه‌ها » تک‌آهنگی از هنرمند اهل ایالات متحده آمریکا آناستازیا است که در ۲۶ فوریه ۲۰۰۱ منتشر شد.